# Frederick (Colorado)
Frederick és una població dels Estats Units a l'estat de Colorado. Segons el cens del 2000 tenia 2.467 habitants.

## Demografia
Segons el cens del 2000, Frederick tenia 2.467 habitants, 852 habitatges, i 684 famílies. La densitat de població era de 110,6 habitants per km².
Dels 852 habitatges en un 43,7% hi vivien nens de menys de 18 anys, en un 68,9% hi vivien parelles casades, en un 7,2% dones solteres, i en un 19,7% no eren unitats familiars. En el 13,5% dels habitatges hi vivien persones soles el 2,8% de les quals corresponia a persones de 65 anys o més que vivien soles. El nombre mitjà de persones vivint en cada habitatge era de 2,9 i el nombre mitjà de persones que vivien en cada família era de 3,21.
Per edats la població es repartia de la següent manera: un 30,3% tenia menys de 18 anys, un 7,7% entre 18 i 24, un 38,2% entre 25 i 44, un 18,9% de 45 a 60 i un 4,9% 65 anys o més.
L'edat mediana era de 31 anys. Per cada 100 dones de 18 o més anys hi havia 102,1 homes.
La renda mediana per habitatge era de 55.324 $ i la renda mediana per família de 56.394 $. Els homes tenien una renda mediana de 39.191 $ mentre que les dones 28.462 $. La renda per capita de la població era de 20.602 $. Entorn del 4,6% de les famílies i el 4,8% de la població estaven per davall del llindar de pobresa.

## Poblacions més properes
El següent diagrama mostra les poblacions més properes.